# Evangelische Kirche (Leeheim)

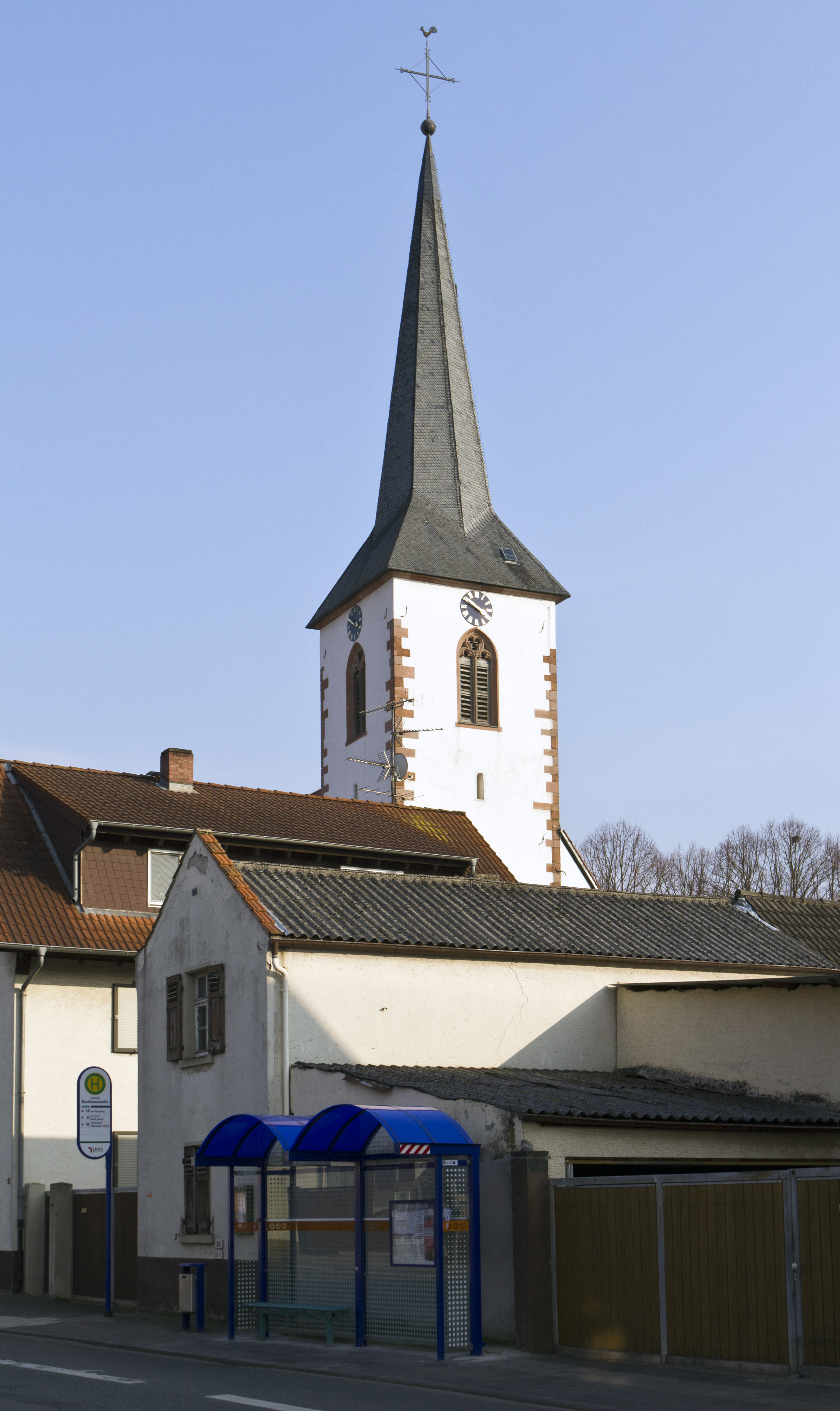
Evangelische Kirche (Leeheim)

Die Evangelische Kirche Leeheim ist ein denkmalgeschütztes Kirchengebäude, das in Leeheim steht, einem Stadtteil von Riedstadt im Kreis Groß-Gerau in Hessen. Die Kirchengemeinde gehört zum Dekanat Groß-Gerau-Rüsselsheim in der Propstei Starkenburg der Evangelischen Kirche in Hessen und Nassau.

## Beschreibung
Das Kirchenschiff und der Chor mit 5/8-Schluss im Osten der Saalkirche wurden 1620/21 nach Plänen von Jakob Wustmann neu gebaut, nachdem die Vorgängerkirche wegen Baufälligkeit abgerissen werden musste. Im Zweiten Weltkrieg wurde die Kirche bis auf die Mauern zerstört. 1953/54 wurde sie wieder aufgebaut, der Innenraum wurde allerdings modern gestaltet. Der im Kern spätromanische Kirchturm im Westen wurde erst 1957/58 wiederhergestellt. Dabei erhielt er einen achtseitigen, schiefergedeckten, spitzen Helm. Sein oberstes Geschoss beherbergt die Turmuhr und hinter den Klangarkaden den Glockenstuhl. Zur Kirchenausstattung gehören die hölzernen Statuetten der Maria, des heiligen Alban und des heiligen Nikolaus, die von einem spätgotischen Altarretabel stammen. Ferner sind die Flügel eines um 1490/1500 entstandenen Triptychons erhalten, die außen mit der Darstellung der Verkündigung und innen mit der Geburt Jesu Christi und der Anbetung der Könige bemalt sind.